# 앤터니 코스타
앤터니 대니얼 코스타(Antony Daniel Costa, 1981년 6월 23일 ~ )는 잉글랜드의 싱어송라이터이다. 2000년부터 2005년까지 보이 밴드 블루로 활동 후 해체했으며, 2009년에 재결성하여 활동중이다.2005년에 UK의 대인기 시리즈 프로그램, "I'm a Celebrity, Get Me Out of Here!"에 출연했다. 2006년에 솔로 음반 Heart Full of Soul를 발매했다.